# Beata Afeltowicz
Beata Afeltowicz (ur. 1971 w Węgorzynie) – polska językoznawczyni,  badaczka nazw własnych, wykładowca akademicki na Wydziale Filologicznym Uniwersytetu Szczecińskiego, badaczka nazewnictwa słowiańskiego Ziemi Łobeskiej i Pomorza Zachodniego. Autorka książek i opracowań tematycznych dotyczących słowiańskiego osadnictwa i nazewnictwa miejscowości i miejsc, które od średniowiecza zostały utrwalone na Pomorzu i współczesnych aspektów języka polskiego. Absolwentka filologii polskiej Uniwersytetu Szczecińskiego w roku 1995.
Od dziecka związana z Łobzem, gdzie ukończyła szkołę podstawową (SP 3), liceum i uczestniczy w spotkaniach autorskich.

## Wybrane książki i publikacje krajowe i zagraniczne
- Słownik nazw miast województwa zachodniopomorskiego, Wydawnictwo Naukowe Uniwersytetu Szczecińskiego, Szczecin 2022.
- Nazwy miejscowe byłego powiatu łobeskiego, Wydawnictwo Naukowe Uniwersytetu Szczecińskiego, Rozprawy i Studia T. (DCCCLXX) 796, Szczecin 2012.
- Osadnictwo słowiańskie na terenie powojennego powiatu łobeskiego w świetle nazw miejscowych, Szczecin, 2004.
- Nazwa herbowa „Gryf” w chrematonimii Pomorza Zachodniego początku XXI wieku, w: Znak Gryfa. Gryfici i ich pomorskie dziedzictwo, red. K. Kozłowski, B. Igielska, R. Stoltmann, Szczecin 2016.
- Sposoby użycia nazw toponimicznych w tekstach prasowych, w: Mikrotoponimy i makrotoponimy w komunikacji i literaturze, red. A. Gałkowski, R. Gliwa, Wydawnictwo Uniwersytetu Łódzkiego, Łódź 2015.
- Nazwy szczecińskich przedszkoli niepublicznych w aspekcie strukturalnym, w: Dyskursy trzeciego tysiąclecia III, red. B. Afeltowicz, E. Pajewska, Szczecin 2015.
- Kulturowe konteksty nazw szczecińskich przedszkoli publicznych, w: Kulturowe konteksty języka, red. B. Afeltowicz, J. Ignatowicz-Skowrońska, Szczecin 2014.
- Piotr Zaremba jako „onomasta”, „Przestrzeń i Forma” 2014.
- Peryfrazy ojkonimów polskich, „Studia Językoznawcze” XII: Synchroniczne i diachroniczne aspekty polszczyzny, red. M. Białoskórska, Szczecin 2013.
- Chrematonimy w podręczniku Agnieszki Jasińskiej, Anety Szymkiewicz i Małgorzaty Małolepszej „Polski w pracy”, w: Glottodydaktyka polonistyczna III, red. J. Ignatowicz-Skowrońska, M. Kobus, Szczecin 2013.
- Nazwy własne w nauczaniu gramatyki języka polskiego jako obcego na przykładzie podręcznika Kamili Dembińskiej i Agnieszki Małyski Start 1. Survival Polish, w: Glottodydaktyka polonistyczna II, red. A. Mielczarek, Poznań 2012.
- Funkcjonowanie nazw własnych w komunikacji językowej, w: Kultura słowa drukowanego, red. R. Masalski, Szczecin 2011.
- Afeltowicz B., Trudzik A. (red.),  Słowami o dźwiękach... Muzyka w mediach nie tylko doby PRL-u, Wydawnictwo Volumina.pl, Szczecin 2017.
- Stanulewicz D., Komorowska E., Afeltowicz B. (red.), Język, literatura, kultura i edukacja kaszubska I, Wydawnictwo „volumina.pl” Daniel Krzanowski, Szczecin 2016.
- Afeltowicz B., Miturska-Bojanowska J., Walter H. (red.), Dialog kultur i społeczeństw, Wydawnictwo „volumina.pl” Daniel Krzanowski, Szczecin 2016.
- Afeltowicz B., Pajewska E. (red.), Dyskursy trzeciego tysiąclecia III, red., Wydawnictwo Volumina.pl Daniel Krzanowski, Szczecin 2015.
- Udział nazw własnych w przysłowiach ludowych, w: Parémie národů slovanských VI, red. L. Mrověcová, wyd. Ostravská univerzita Ostrava, Filozofická fakulta, Ostrava 2012.
- Hasła problemowe (28 nazw miejscowych na Pomorzu), w: Deutsches Ortsnamenbuch, red. M. Niemeyer, wydawnictwo: Walter de Gruyter GmBH & Co. KG, Berlin/Boston 2012.

## Konferencje naukowe i inne
- Ogólnopolska konferencja naukowa z cyklu Dyskursy trzeciego tysiąclecia, 4 edycje (Komitet Organizacyjny).
- Ogólnopolska konferencja naukowa z cyklu Kulturowe konteksty języka, 2 edycje (Komitet Organizacyjny).
- Konferencje międzynarodowe (uczestnik).
- Sekretarz Towarzystwa Miłośników Języka Polskiego w Szczecinie.

## Nagrody i odznaczenia
- Nagroda Rektora Uniwersytetu Szczecińskiego II stopnia za osiągnięcia naukowe w roku 2012, nadana 14.10.2013 r. przez prof. dr. hab. Edwarda Włodarczyka
- Medal Brązowy za Długoletnią Służbę, nadany przez prezydenta Rzeczypospolitej Polskiej Bronisława Komorowskiego – 2010